# Kostroma Coronae
Kostroma Coronae est une corona, formation géologique en forme de couronne, située sur la planète Vénus par 40,6° N et 7,6° E. Elle est localisée dans le quadrangle de Bereghinya Planitia. Elle a été nommée en référence à Kostromae, divinité féminine slave du printemps et de la fertilité. 

## Géographie et géologie
Kostroma Coronae couvre une surface circulaire d'environ 230 km de diamètre. 